# Claponul
Claponul a fost un săptămânal umoristic redactat în întregime de Ion Luca Caragiale, fără semnătură, la începutul lunii mai 1877.
Revista a apărut în format minuscul, in-32, în Pasajul Român ca și „Unirea democratică”, la tipografia bătrânului Göbl.
În colecția B.A.R. se păstrează numerele 1, 2, 4 și 6 (cu două foi lipsă).
Coperta periodicului avea următorul cuprins:
Foiță hazlie și populară

Apare cînd ese de sub tipar

Tirajul se face în

33333

Exemplare

Deviza este:

!Eftin și bun!

-10 bani numărul-